# بخش احمدسرگوراب
بخش احمدسر گوراب یکی از بخش‌های شهرستان شفت در استان گیلان در شمال ایران است.

## تقسیمات کشوری
بخش احمدسر گوراب شامل یک شهرو دودهستان است:
- شهر احمدسرگوراب
- دهستان چوبر
- دهستان نصیرمحله

در این بخش مردم به زبان گیلکی و تالشی صحبت می‌کنند.
شهر: احمدسر گوراب
مردم این شهر به زبان گیلکی صحبت می‌کنند. شغل اغلب آنها کشاورزی است وکارهای صنعتی نیز یکی دیگر از شغل‌های دیگر مردم این شهر است.
- میزان جمعیت:

بنابر سرشماری مرکز آمار ایران، جمعیت بخش احمد سر گوراب شهرستان شفت در سال ۱۳۹۵ برابر با ۲۱۸۲۳ نفر بوده‌است. این بخش دارای روستاهایی جلگه ای برای کشاورزی وکوهستانی برای دامداری است. چایکاری نیزدراغلب روستاها ازشغل‌های اساسی مردم است.